# Michael Anderson (astronauta)
Michael Phillip Anderson (Plattsburgh, 25 dicembre 1959 – Texas, 1º febbraio 2003) è stato un astronauta statunitense vittima dell'incidente dello Shuttle Columbia.

## Biografia
Nato nello stato di New York, era sposato ed aveva figli. Gli piacevano la fotografia, gli scacchi, i computer ed il tennis. Nel 1981 ha conseguito il Bachelor of science in fisica ed astronomia presso l'Università di Washington a Seattle. Nel 1990 ha preso il master in fisica presso la Creighton University di Omaha (Nebraska).
Nel dicembre del 1994 è stato selezionato dalla NASA. Dopo aver completato un anno di addestramento è stato qualificato come specialista di missione. Ha volato nella missione STS-89 del gennaio 1998 e nella missione STS-107 del gennaio 2003. A seguito del Disastro dello Space Shuttle Columbia, di cui era membro dell'inerente missione del 2003, dopo i funerali il suo corpo è stato sepolto presso il Cimitero nazionale di Arlington, Virginia.